# إلمر غيرتز
إلمر غيرتز (بالإنجليزية: Elmer Gertz)‏ هو وكيل أدبي ومحامي أمريكي، ولد في 14 سبتمبر 1906، وتوفي في 27 أبريل 2000.